# Ramularia crassiuscula
Ramularia crassiuscula är en svampart som först beskrevs av Franz Unger, och fick sitt nu gällande namn av U. Braun 1988. Ramularia crassiuscula ingår i släktet Ramularia och familjen Mycosphaerellaceae.   Inga underarter finns listade i Catalogue of Life.